# Cyrtarachne gravelyi
Cyrtarachne gravelyi är en spindelart som beskrevs av Benoy Krishna Tikader 1961. Cyrtarachne gravelyi ingår i släktet Cyrtarachne och familjen hjulspindlar. Inga underarter finns listade i Catalogue of Life.